# تيعمرز

تعديل مصدري - تعديل

تيعمرز هي إحدى قرى عزلة القارة بمديرية رصد التابعة لمحافظة أبين، بلغ تعداد سكانها 66 نسمة حسب تعداد اليمن لعام 2004.